# Lucania (film)
Lucania è un film del 2019 diretto da Gigi Roccati.

## Trama
In Basilicata vivono Rocco, un contadino severo che lotta incessantemente per la sua terra, e sua figlia Lucia, una ragazza che è cresciuta senza un'educazione e che è rimasta muta dopo la morte di sua madre Argenzia. Lucia sembra essere però ancora in contatto con sua madre, e suo padre scambia quei colloqui "con il vento" come una forma di pazzia; preoccupato, si rivolge a una maga contadina per sottoporre sua figlia a dei rituali di guarigione.
La situazione si capovolge quando a Rocco viene offerta la possibilità di guadagnare denaro in cambio dell'occultazione di rifiuti tossici nella propria terra. Rocco, per ribellarsi alla proposta e per sfuggire a un'aggressione, colpisce e uccide uno degli uomini che trasportavano i rifiuti. Costretto alla fuga per salvare sua figlia, inizia un lungo viaggio a piedi per la natura misteriosa della terra lucana, dove Rocco cercherà la sua redenzione e Lucia, costretta ad abbandonare il ricordo di sua madre ritroverà nuovamente la voce per diventare finalmente donna, finendo per aiutare suo padre.

## Produzione
Il film è stato prodotto da Fabrique Entertainment, Moliwood Films e Rai Cinema, con il contributo del MiBAC e il sostegno di Lucana Film Commission. Il soggetto e la sceneggiatura sono a opera di Carlo Longo e Gigi Roccati, mentre il cast principale è composto da Giovanni Capalbo, Angela Fontana, Pippo Delbono, Maia Morgenstern, con la partecipazione di Marco Leonardi.